# Abakar Sabone
Abakar Sabon (também grafado Saboune ou Sabone) foi o líder do Movimento dos Libertadores Centro-Africanos para a Justiça, um grupo rebelde durante a Guerra Civil na República Centro-Africana (2004–2007). 

## Biografia
Nascido em Boda, de pai chadiano e mãe centro-africana, ele foi um antigo capitão nas Forças Armadas Centro-Africanas (FACA). Sabon trabalhou para François Bozizé de 2002 a 2003, quando este pretendia derrubar Ange-Félix Patassé. Ele foi o principal arquiteto por trás dos rebeldes que assumiram o controle de Bangui em 15 de março de 2003. Depois que Bozizé conseguiu depor Patassé, Sabon foi nomeado Representante Especial para o Ministério da Defesa em janeiro de 2004.
Como representante especial do Ministério da Defesa, Bozizé pediu a Sabone para ir à França para mediar o conflito. Quando chegou lá, descobriu que Bozizé enviou sua guarda presidencial para assassiná-lo. Ele conseguiu escapar da tentativa de assassinato. No entanto, devido a este incidente, decidiu resistir a Bozizé estabelecendo o Movimento dos Libertadores Centro-Africanos para a Justiça (MLCJ). 
Em 2006, os três grupos de oposição a Bozizé formaram uma coalizão armada, a União das Forças Democráticas para a Reunificação (UFDR), e Sabon foi nomeado porta-voz. Ele exigiu que os muçulmanos tivessem mais poder no governo e estabelecessem um governo inclusivo onde todas as facções pudessem ingressar. Sabon também pediu que um muçulmano fosse nomeado como primeiro-ministro. 
Em 25 de novembro de 2006, juntamente com Michel Djotodia, Sabon foi preso em Cotonou. Eles foram libertados em fevereiro de 2008. Depois, Sabon tornou-se consultor de Bozizé sobre desarmamento, desmobilização e reintegração (DDR) em 13 de janeiro de 2011. Em maio de 2011, renunciou como líder do MLCJ e consultor para se aposentar, nomeando o chefe de gabinete do movimento, Abator Tidjani, para a liderança.  No entanto, a nomeação de Tidjani foi contestada por Adoum Rakiss. Devido ao conflito interno no MLCJ, Sabon regressou ao movimento e tornou-se líder novamente em outubro de 2011, substituindo Abator Tidjani. 
Em 3 de fevereiro de 2013, Bozizé nomeou Sabon como Ministro do Turismo e da Indústria Artesanal. Três meses depois, ele fundou um partido político, Parti de Nouvelle Generation (PNG). Em 23 de julho de 2014, assinou um acordo de cessar-fogo em nome do MLCJ. No entanto, se recusou a aceitar as propostas do Fórum de Bangui para a Paz em maio de 2015. Em vez disso, prosseguiu travando uma guerra contra o governo central.